# Чуфарово
Чуфарово (на руски: Чуфарово) е селище от градски тип в Русия, разположено във Вешкаймски район, Уляновска област. Населението му към 1 януари 2018 година е 1881 души.